# Louis Saelemaekers
Pour les articles homonymes, voir Saelemaekers.
Louis Saelemaekers, né en 1940 à Montaigu est un homme politique belge bruxellois, membre du Parti socialiste (PS) depuis 1966.
Il est diplômé de l' Institut supérieur de sciences humaines appliquées; il fut professeur de technologie au Lycée français (Uccle).

## Fonctions politiques
- Conseiller communal à Bruxelles (1976-1988 ; 1991-1994)
  - Echevin des Musées[1] (1994)
- Membre du Parlement de la Région de Bruxelles-Capitale :
  - du 14 octobre 1993 au 21 mai 1995